# 川崎敏寛
川崎 敏寛（かわさき としひろ、1965年8月21日 - ）は、日本の実業家。東京電力ホールディングスフェロー。

## 人物・経歴
広島県出身。1988年横浜国立大学経済学部卒業。新飯田宏ゼミ出身。大学卒業後東京電力入社。2014年からテプコカスタマーサービス代表取締役社長に出向し、新電力トップを目標に事業の拡大にあたった。2017年から2019年まで東京電力エナジーパートナー代表取締役社長兼東京電力ホールディングス取締役を務め、ガス小売全面自由化を受け、首都圏の他、地方でのガス小売事業なども進めた。2019年東京電力ホールディングスフェロー・電化推進担当。
大学生時代、双葉学院（旧双葉学習教室　岡村校、横浜市）にて子供達の教育指導を４年間継続。塾長中川公男や講師陣たちと切磋琢磨。人気講師の一人であった。先輩講師には元防衛官僚、井上一徳（前衆議院議員）がいる。
主張：「日本はエネルギーと食糧は100％自給自足であるべき」
性格：明朗快活、職人肌。